# Clarington
Clarington è un comune del Canada, situato in Ontario ed appartenente alla Municipalità Regionale di Durham. 
In passato si chiamava Darlington. Vi si trova la Centrale nucleare di Darlington.
Nel territorio si trovano vari centri abitati, tra i quali i principali sono Bowmanville, Courtice, Newcastle, Orono. Tra gli altri Bond Head, Brownsville, Burketon, Clarke, Crooked Creek, Enfield, Enniskillen, Gaud Corners, Hampton, Haydon, Kendal, Kirby, Leskard, Maple Grove, Mitchell Corners, New Park, Newtonville, Port Darlington, Port Granby, Salem, Solina, Starkville, Taunton , Tyrone, West Side Beach e Wilmot Creek.